# Weskajmy
Weskajmy (niem. Weskeim) – osada w Polsce położona w województwie warmińsko-mazurskim, w powiecie bartoszyckim, w gminie Górowo Iławeckie. W latach 1975–1998 miejscowość administracyjnie należała do województwa olsztyńskiego.
Przez miejscowość przepływa rzeka Elma, lewy dopływ Łyny.

## Historia
Wieś wymieniana w dokumentach już 1409 roku jako majątek rycerski. Wieś w XV w. należała do rodziny Bażyńskich z której najbardziej znany jest Jan Bażyński.
W 1889 r. majątek ziemski obejmował 409 ha (razem z folwarkiem Kostki i Nowy Dwór).
W 1935 r. w szkole pracował jeden nauczyciel a uczyło się 30 dzieci.
W 1983 r. był tu PGR z 5 domami (19 mieszkań) i 72 mieszkańcami. W tym czasie funkcjonował we wsi punkt biblioteczny.

## Zabytki
- Dwór z przełomu XIX i XX w., z parkiem krajobrazowym i zabudowaniami gospodarczymi.